# 600-as évek
Évszázadok: 6. század – 7. század – 8. század
Évtizedek: 550-es évek – 560-as évek – 570-es évek – 580-as évek – 590-es évek – 600-as évek – 610-es évek – 620-as évek – 630-as évek – 640-es évek – 650-es évek
Évek: 600 601 602 603 604 605 606 607 608 609

## Események
- 602-610 - Phókasz rémuralma a Bizánci Birodalomban